# Penfield (Nowy Jork)
Penfield – miasto w Stanach Zjednoczonych, w stanie Nowy Jork, w hrabstwie Monroe.